# Miaozigou-Stätte
Die Miaozigou-Stätte (chinesisch 庙子沟遗址, Pinyin Miàozigōu yízhǐ, englisch Miaozigou Site) auf dem Gebiet des Vorderen Qahar-Banners des Rechten Flügels, bezirksfreie Stadt Ulanqab, Innere Mongolei, Volksrepublik China, ist eine neolithische Stätte der sogenannten Miaozigou-Kultur (engl. Miaozigou Culture). Sie ist ca. 5500 Jahre alt und wurde im Oktober 1985 entdeckt.
Gelegen zwischen der Yangshao-Kultur im Süden und der Hongshan-Kultur im Norden befand sich dort ein Dorf. Auf einer Fläche von 30.000 m² (also etwas kleiner als die Banpo-Siedlung) wurden die Überreste von 51 Gebäuden, 132 Brennöfen und Aschegruben sowie 43 Gräbern gefunden. Aus Tonscherben konnten mehr als 700 Gefäße zusammengesetzt werden. Aus der Tatsache, dass das Dorf in kleine Einheiten von ein bis zwei Häusern mit darum herum gruppierten Brennöfen gegliedert war, schließt man, dass die Bewohner in eheähnlichen Verhältnissen und einzelnen Familien lebten. Das Klima in der Inneren Mongolei war damals milder als heute, die Gegend dicht bewaldet, und die Bewohner gingen auf die Jagd. Außerdem wurde auf dem Huangqi-See nördlich des Dorfes von Booten aus Fischfang betrieben, ebenso wie in den gleichfalls der Miaozigou-Kultur zugeordneten Siedlungen rund um den Daihai etwa 60 km südwestlich von Miaozigou.
Die Miaozigou-Kultur bestand nur ca. 500 Jahre wegen der Ausdehnung der Yangshao-Kultur während ihres letzten Stadiums.
Die Stätte steht seit 2001 auf der Liste der Denkmäler der Volksrepublik China in der Inneren Mongolei (5-15).